# メルド (競走馬)
メルド (Meld) は、イギリス産の競走馬、繁殖牝馬。]イギリスクラシック牝馬三冠馬の一頭。

## 経歴

### 競走馬時代
メルドは1954年9月末に競走馬としてデビューした。デビュー戦は2着に終わり、2戦目で初勝利を挙げたメルドはこの年のシーズンを終えた。
翌1955年4月末、メルドは前哨戦に出走することなく]イギリスクラシック牝馬三冠第1戦の1000ギニーに出走。メルドはまだ目立つ活躍をしていなかったにもかかわらずブックメーカーによって本命視され、11:4というオッズが提示された。レースではスタートで出遅れたもののレース半ばで先頭を進んでいたエバーレディに並びかけ、そのまま同馬とのマッチレースを制し優勝した。続いて翌5月末にオークスに出走（ブックメーカーが提示したオッズは7:4で本命）。2着に6馬身の着差をつけて優勝した。レース後、記念撮影に臨んだメルドの息はまったく乱れていなかったといわれる。7月半ばに出走したコロネーションステークスで優勝したメルドは8月に入って当時イギリスで流行した咳の発作に苦しめられた。そのためイギリスクラシック牝馬三冠達成をかけたセントレジャーステークスには療養によるブランクを経て出走することになったが、ブックメーカーによるオッズは11:10と最も高いものであった。レースでは最後方から徐々に前方へ進出し、直線でヌクレウスとの競り合いを3/4馬身差で制して優勝。イギリスクラシック牝馬三冠を達成した。なお三冠達成の数日後、メルドは再び咳の発作を起こし、競走馬を引退した。この年にジョッキークラブが発表した3歳フリーハンデでは牡馬のアクロポリスを抑え、133ポンドと最も高い評価を得た。

### 繁殖牝馬時代
初期に産んだ4頭は競走馬として成功しなかったが、5番仔のチャーロットタウンがダービーステークスを優勝した。その後で産んだ2頭は競走馬として目立つ成績を残すことができなかった。3番仔インタグリオは繁殖牝馬として輸入され、孫に愛知杯、金杯（西）優勝のホワイトアローを出した。4番仔メレー（Mellay、父Never Say Die）はニュージーランドで種牡馬として成功し、1972/73年と1976/77年の2度ニュージーランドリーディングサイアーとなった。

## 血統表
| メルドの血統（ブランドフォード系/Blandford 4×4=12.50%、Swynford 4×5×5=12.50%、Chaucer 5×5=6.25%） | メルドの血統（ブランドフォード系/Blandford 4×4=12.50%、Swynford 4×5×5=12.50%、Chaucer 5×5=6.25%） | メルドの血統（ブランドフォード系/Blandford 4×4=12.50%、Swynford 4×5×5=12.50%、Chaucer 5×5=6.25%） | （血統表の出典）      | （血統表の出典）  |
| 父 Alycidon 1945 栗毛                                                                             | 父の父Donatello 1934 栗毛                                                                         | Blenheim                                                                                          | Blandford             | Blandford         |
| 父 Alycidon 1945 栗毛                                                                             | 父の父Donatello 1934 栗毛                                                                         | Blenheim                                                                                          | Malva                 |                   |
| 父 Alycidon 1945 栗毛                                                                             | 父の父Donatello 1934 栗毛                                                                         | Delleana                                                                                          | Clarissimus           | Clarissimus       |
| 父 Alycidon 1945 栗毛                                                                             | 父の父Donatello 1934 栗毛                                                                         | Delleana                                                                                          | Duccia Di Buoninsegna |                   |
| 父 Alycidon 1945 栗毛                                                                             | 父の母Aurora 1936 栗毛                                                                            | Hyperion                                                                                          | Gainsborough          | Gainsborough      |
| 父 Alycidon 1945 栗毛                                                                             | 父の母Aurora 1936 栗毛                                                                            | Hyperion                                                                                          | Selene                |                   |
| 父 Alycidon 1945 栗毛                                                                             | 父の母Aurora 1936 栗毛                                                                            | Rose Red                                                                                          | Swynford              | Swynford          |
| 父 Alycidon 1945 栗毛                                                                             | 父の母Aurora 1936 栗毛                                                                            | Rose Red                                                                                          | Marchetta             |                   |
| 母 Daily Double 1943 鹿毛                                                                         | 母の父Fair Trial 1925 黒鹿毛                                                                      | Fairway                                                                                           | Phalaris              | Phalaris          |
| 母 Daily Double 1943 鹿毛                                                                         | 母の父Fair Trial 1925 黒鹿毛                                                                      | Fairway                                                                                           | Scapa Flow            |                   |
| 母 Daily Double 1943 鹿毛                                                                         | 母の父Fair Trial 1925 黒鹿毛                                                                      | Lady Juror                                                                                        | Son-in-Law            | Son-in-Law        |
| 母 Daily Double 1943 鹿毛                                                                         | 母の父Fair Trial 1925 黒鹿毛                                                                      | Lady Juror                                                                                        | Lady Josephine        |                   |
| 母 Daily Double 1943 鹿毛                                                                         | 母の母Doubleton 1938 鹿毛                                                                         | Bahram                                                                                            | Blandford             | Blandford         |
| 母 Daily Double 1943 鹿毛                                                                         | 母の母Doubleton 1938 鹿毛                                                                         | Bahram                                                                                            | Friar's Daughter      |                   |
| 母 Daily Double 1943 鹿毛                                                                         | 母の母Doubleton 1938 鹿毛                                                                         | Double Life                                                                                       | Bachelor's Double     | Bachelor's Double |
| 母 Daily Double 1943 鹿毛                                                                         | 母の母Doubleton 1938 鹿毛                                                                         | Double Life                                                                                       | Saint Joan F-No.2-i   |                   |